# Sophronica longiscapus
Sophronica longiscapus là một loài bọ cánh cứng trong họ Cerambycidae.